# Velika nagrada Austrije 2018.
 Velika nagrada Austrije (Formula 1 Eyetime Großer Preis von Österreich 2018) je bila deveta utrka prvenstva Formule 1 2018. Trkači vikend je vožen od 29. lipnja do 1. srpnja na stazi Red Bull Ring u Austriji, a pobijedio je Max Verstappen u Red Bullu.

## Sudionici utrke
| #  | Vozač             | Momčad                           | Šasija            | Motor                             | Guma |
| -- | ----------------- | -------------------------------- | ----------------- | --------------------------------- | ---- |
| 2  | Stoffel Vandoorne | McLaren F1 Team                  | McLaren MCL33     | Renault R.E.18 V6 t h 1.6         | P    |
| 3  | Daniel Ricciardo  | Aston Martin Red Bull Racing     | Red Bull RB14     | TAG Heuer V6 t h 1.6              | P    |
| 5  | Sebastian Vettel  | Scuderia Ferrari                 | Ferrari SF71H     | Ferrari 062 EVO V6 t h 1.6        | P    |
| 7  | Kimi Räikkönen    | Scuderia Ferrari                 | Ferrari SF71H     | Ferrari 062 EVO V6 t h 1.6        | P    |
| 8  | Romain Grosjean   | Haas F1 Team                     | Haas VF-18        | Ferrari 062 EVO V6 t h 1.6        | P    |
| 9  | Marcus Ericsson   | Alfa Romeo Sauber F1 Team        | Sauber C37        | Ferrari 062 EVO V6 t h 1.6        | P    |
| 10 | Pierre Gasly      | Red Bull Toro Rosso Honda        | Toro Rosso STR13  | Honda RA618H V6 t h 1.6           | P    |
| 11 | Sergio Pérez      | Sahara Force India F1 Team       | Force India VJM11 | Mercedes M09 EQ Power+ V6 t h 1.6 | P    |
| 14 | Fernando Alonso   | McLaren F1 Team                  | McLaren MCL33     | Renault R.E.18 V6 t h 1.6         | P    |
| 16 | Charles Leclerc   | Alfa Romeo Sauber F1 Team        | Sauber C37        | Ferrari 062 EVO V6 t h 1.6        | P    |
| 18 | Lance Stroll      | Williams Martini Racing          | Williams FW41     | Mercedes M09 EQ Power+ V6 t h 1.6 | P    |
| 20 | Kevin Magnussen   | Haas F1 Team                     | Haas VF-18        | Ferrari 062 EVO V6 t h 1.6        | P    |
| 27 | Nico Hülkenberg   | Renault Sport Formula One Team   | Renault R.S.18    | Renault R.E.18 V6 t h 1.6         | P    |
| 28 | Brendon Hartley   | Red Bull Toro Rosso Honda        | Toro Rosso STR13  | Honda RA618H V6 t h 1.6           | P    |
| 31 | Esteban Ocon      | Sahara Force India F1 Team       | Force India VJM11 | Mercedes M09 EQ Power+ V6 t h 1.6 | P    |
| 33 | Max Verstappen    | Aston Martin Red Bull Racing     | Red Bull RB14     | TAG Heuer V6 t h 1.6              | P    |
| 35 | Sergej Sirotkin   | Williams Martini Racing          | Williams FW41     | Mercedes M09 EQ Power+ V6 t h 1.6 | P    |
| 40 | Robert Kubica *   | Williams Martini Racing          | Williams FW41     | Mercedes M09 EQ Power+ V6 t h 1.6 | P    |
| 44 | Lewis Hamilton    | Mercedes AMG Petronas Motorsport | Mercedes F1 W09   | Mercedes M09 EQ Power+ V6 t h 1.6 | P    |
| 55 | Carlos Sainz      | Renault Sport Formula One Team   | Renault R.S.18    | Renault R.E.18 V6 t h 1.6         | P    |
| 77 | Valtteri Bottas   | Mercedes AMG Petronas Motorsport | Mercedes F1 W09   | Mercedes M09 EQ Power+ V6 t h 1.6 | P    |

* Zamjena, treći vozač

## Najbrža vremena treninga
| Trening    | Vozač | Konstruktor | Vrijeme | Gume | Krugovi |
| ---------- | ----- | ----------- | ------- | ---- | ------- |
| 1. trening |       |             |         |      |         |
| 2. trening |       |             |         |      |         |
| 3. trening |       |             |         |      |         |

## Rezultati kvalifikacija
| Poz. | Br. | Vozač             | Konstruktor          | Kvalifikacijska vremena | Kvalifikacijska vremena | Kvalifikacijska vremena | Grid |
| Poz. | Br. | Vozač             | Konstruktor          | Q1                      | Q2                      | Q3                      | Grid |
| ---- | --- | ----------------- | -------------------- | ----------------------- | ----------------------- | ----------------------- | ---- |
| 1.   | 77  | Valtteri Bottas   | Mercedes             | 1:04.175                | 1:03.756                | 1:03.130                | 1.   |
| 2.   | 44  | Lewis Hamilton    | Mercedes             | 1:04.080                | 1:03.577                | 1:03.149                | 2.   |
| 3.   | 5   | Sebastian Vettel  | Ferrari              | 1:04.347                | 1:03.544                | 1:03.464                | 6.1  |
| 4.   | 7   | Kimi Räikkönen    | Ferrari              | 1:04.234                | 1:03.975                | 1:03.660                | 3.   |
| 5.   | 33  | Max Verstappen    | Red Bull-TAG Heuer   | 1:04.273                | 1:04.001                | 1:03.840                | 4.   |
| 6.   | 8   | Romain Grosjean   | Haas-Ferrari         | 1:04.242                | 1:04.059                | 1:03.892                | 5.   |
| 7.   | 3   | Daniel Ricciardo  | Red Bull-TAG Heuer   | 1:04.723                | 1:04.403                | 1:03.996                | 7.   |
| 8.   | 20  | Kevin Magnussen   | Haas-Ferrari         | 1:04.460                | 1:04.291                | 1:04.051                | 8.   |
| 9.   | 55  | Carlos Sainz      | Renault              | 1:04.948                | 1:04.561                | 1:04.725                | 9.   |
| 10.  | 27  | Nico Hülkenberg   | Renault              | 1:04.864                | 1:04.676                | 1:05.019                | 10.  |
|      |     |                   |                      |                         |                         |                         |      |
| 11.  | 31  | Esteban Ocon      | Force India-Mercedes | 1:05.148                | 1:04.845                |                         | 11.  |
| 12.  | 10  | Pierre Gasly      | Toro Rosso-Honda     | 1:05.011                | 1:04.874                |                         | 12.  |
| 13.  | 16  | Charles Leclerc   | Sauber-Ferrari       | 1:04.967                | 1:04.979                |                         | 17.2 |
| 14.  | 14  | Fernando Alonso   | McLaren-Renault      | 1:04.965                | 1:05.058                |                         | 20.3 |
| 15.  | 18  | Lance Stroll      | Williams-Mercedes    | 1:05.264                | 1:05.286                |                         | 13.  |
|      |     |                   |                      |                         |                         |                         |      |
| 16.  | 2   | Stoffel Vandoorne | McLaren-Renault      | 1:05.271                |                         |                         | 14.  |
| 17.  | 11  | Sergio Pérez      | Force India-Mercedes | 1:05.279                |                         |                         | 15.  |
| 18.  | 35  | Sergej Sirotkin   | Williams-Mercedes    | 1:05.322                |                         |                         | 16.  |
| 19.  | 28  | Brendon Hartley   | Toro Rosso-Honda     | 1:05.366                |                         |                         | 19.4 |
| 20.  | 9   | Marcus Ericsson   | Sauber-Ferrari       | 1:05.479                |                         |                         | 18.  |

- ^1  – Sebastian Vettel je dobio 3 mjesta kazne na gridu zbog ometanja Carlosa Sainza u drugoj kvalifikacijskoj rundi.[1]
- ^2  – Charles Leclerc je dobio 5 mjesta kazne zbog promjene mjenjača.
- ^3  – Fernando Alonso je startao iz boksa zbog stavljanja drugačije specifikacije prednjeg krila te trećeg MGU-K.[2]
- ^4  – Brendon Hartley je dobio 35 mjesta kazne na gridu zbog promjene petog motora, turbopunjača, četvrtog MGU-K, baterije i kontrolne elektronike.[3]

## Rezultati utrke
| Poz. | Br. | Vozač             | Konstruktor          | Krugovi | Vrijeme / Razlog odustajanja | Grid | Bodovi |
| ---- | --- | ----------------- | -------------------- | ------- | ---------------------------- | ---- | ------ |
| 1.   | 33  | Max Verstappen    | Red Bull-TAG Heuer   | 71      | 1:21:56.024                  | 4.   | 25     |
| 2.   | 7   | Kimi Räikkönen    | Ferrari              | 71      | +1.504                       | 3.   | 18     |
| 3.   | 5   | Sebastian Vettel  | Ferrari              | 71      | +3.181                       | 6.   | 15     |
| 4.   | 8   | Romain Grosjean   | Haas-Ferrari         | 70      | +1 krug                      | 5.   | 12     |
| 5.   | 20  | Kevin Magnussen   | Haas-Ferrari         | 70      | +1 krug                      | 8.   | 10     |
| 6.   | 31  | Esteban Ocon      | Force India-Mercedes | 70      | +1 krug                      | 11.  | 8      |
| 7.   | 11  | Sergio Pérez      | Force India-Mercedes | 70      | +1 krug                      | 15.  | 6      |
| 8.   | 14  | Fernando Alonso   | McLaren-Renault      | 70      | +1 krug                      | –1   | 4      |
| 9.   | 16  | Charles Leclerc   | Sauber-Ferrari       | 70      | +1 krug                      | 17.  | 2      |
| 10.  | 9   | Marcus Ericsson   | Sauber-Ferrari       | 70      | +1 krug                      | 18.  | 1      |
| 11.  | 10  | Pierre Gasly      | Toro Rosso-Honda     | 70      | +1 krug                      | 12.  |        |
| 12.  | 55  | Carlos Sainz      | Renault              | 70      | +1 krug                      | 9.   |        |
| 13.  | 35  | Sergej Sirotkin   | Williams-Mercedes    | 69      | +2 kruga                     | 16.  |        |
| 14.  | 18  | Lance Stroll      | Williams-Mercedes    | 69      | +2 kruga                     | 13.  |        |
| 15.† | 2   | Stoffel Vandoorne | McLaren-Renault      | 65      |                              | 14.  |        |
| Odu. | 44  | Lewis Hamilton    | Mercedes             | 62      | Dovod goriva                 | 2.   |        |
| Odu. | 28  | Brendon Hartley   | Toro Rosso-Honda     | 54      | Hidraulika                   | 19.  |        |
| Odu. | 3   | Daniel Ricciardo  | Red Bull-TAG Heuer   | 53      |                              | 7.   |        |
| Odu. | 77  | Valtteri Bottas   | Mercedes             | 13      | Hidraulika                   | 1.   |        |
| Odu. | 27  | Nico Hülkenberg   | Renault              | 11      | Motor                        | 10.  |        |

| Najbrži krug utrke |
| Vodstvo u utrci    |

## Zanimljivosti

### Vozači
- 4. pobjeda za Maxa Verstappena.
- 96. postolje za Kimija Räikkönena.
- 104. postolje za Sebastiana Vettela.
- 5. najbolja startna pozicija za Valtterija Bottasa.

## Poredak nakon 9 od 21 utrke
| Pozicija | Pozicija | Vozač             | Bodovi |
| -------- | -------- | ----------------- | ------ |
| 1.       | 1        | Sebastian Vettel  | 146    |
| 2.       | 1        | Lewis Hamilton    | 145    |
| 3.       | 2        | Kimi Räikkönen    | 101    |
| 4.       | 1        | Daniel Ricciardo  | 96     |
| 5.       | 1        | Max Verstappen    | 93     |
| 6.       | 2        | Valtteri Bottas   | 92     |
| 7.       | 3        | Kevin Magnussen   | 37     |
| 8.       | 8.       | Fernando Alonso   | 36     |
| 9.       | 2        | Nico Hülkenberg   | 34     |
| 10.      | 1        | Carlos Sainz      | 28     |
| 11.      | 1        | Sergio Pérez      | 23     |
| 12.      | 1        | Esteban Ocon      | 19     |
| 13.      | 2        | Pierre Gasly      | 18     |
| 14.      | 14.      | Charles Leclerc   | 13     |
| 15.      | 4        | Romain Grosjean   | 12     |
| 16.      | 1        | Stoffel Vandoorne | 8      |
| 17.      | 1        | Lance Stroll      | 4      |
| 18.      | 1        | Marcus Ericsson   | 3      |
| 19.      | 1        | Brendon Hartley   | 1      |

| Pozicija | Pozicija | Konstruktor          | Bodovi |
| -------- | -------- | -------------------- | ------ |
| 1.       | 1        | Ferrari              | 247    |
| 2.       | 1        | Mercedes             | 237    |
| 3.       | 3.       | Red Bull-TAG Heuer   | 189    |
| 4.       | 4.       | Renault              | 62     |
| 5.       | 2        | Haas-Ferrari         | 49     |
| 6.       | 1        | McLaren-Renault      | 44     |
| 7.       | 1        | Force India-Mercedes | 42     |
| 8.       | 8.       | Toro Rosso-Honda     | 19     |
| 9.       | 9.       | Sauber-Ferrari       | 16     |
| 10.      | 10.      | Williams-Mercedes    | 4      |

| Prethodna utrka                | Formula 1 – sezona 2018. | Sljedeća utrka                        |
| ------------------------------ | ------------------------ | ------------------------------------- |
| Velika nagrada Francuske 2018. | Formula 1 – sezona 2018. | Velika nagrada Velike Britanije 2018. |